# 静電容量スイッチ
静電容量スイッチ(せいでんようりょうスイッチ)または静電容量式スイッチ(せいでんようりょうしきスイッチ)とは、スイッチに設けた金属製の検出パネルと人体（多くは指）によって構成されるコンデンサの、静電容量変化を検出する原理のスイッチをいう。検出した結果は電圧の変化として出力するものが多く、機械的な断続接点を持つものは少ない。
狭義には人間が操作し指が触れることを検出するスイッチを指すが、感度を高めることによって人体のみならず他の物体の接近を検出することができ、広義にはそれら静電容量式近接スイッチ（せいでんようりょうしききんせつスイッチ）を含む場合がある。タッチスイッチ、タッチセンサーなどとも呼ばれる。
静電容量変化を検出するために電子回路を内蔵し電源を必要とする。そのため他の電子回路に組み込むことが容易で、この用途では機械的な断続接点を持たない場合が多い。一般にはエレベーターの操作用が馴染み深い。感度が悪くなるが検出金属板を露出させず合成樹脂などで化粧したものもある。
コンピュータ用キーボードの高級機種や業務用機種には、打鍵時の静穏性と耐久性を求めて機械接点式に替えて静電容量スイッチをキースイッチに採用するものがある。この場合は指を検出する機構ではなく、キースイッチ内部の打鍵ストローク変化を静電容量変化として検出する。